# Meridiano Max
Meridiano Max fue un canal de televisión venezolano que se transmitía exclusivamente por la operadora por suscripción DirecTV.

## Historia
Inició sus operaciones el 14 de octubre de 2008 con sede en Caracas, y fue sacado del aire por sus propietarios durante los primeros días del mes de agosto de 2009.
La iniciativa de Meridiano Max nace tras un acuerdo entre la estación deportiva por señal abierta Meridiano TV que forma parte del editorial Bloque Dearmas y DirecTV para trasmitir los juegos de la Liga Venezolana de Béisbol Profesional, la Liga Profesional de Baloncesto de Venezuela, noticieros deportivos, programas de entrevistas, eventos especiales y juegos estelares; la intención sería la de competir con el otro canal venezolano por suscripción Sport Plus, que tiene una alianza exclusiva con la operadora Intercable.
En junio de 2012 en una iniciativa parecida en marco de la Eurocopa 2012, Meridiano Televisión y DirecTV Venezuela anuncian un nuevo acuerdo para lanzar Meridiano HD (alta definición) por el canal 1016 de esa compañía de TV por suscripción.